# Nafissatou Thiam
Nafissatou Thiam, detta Nafi (Bruxelles, 19 agosto 1994), è una multiplista e altista belga, campionessa olimpica dell'eptathlon ai Giochi di Rio de Janeiro 2016, Tokyo 2020 e Parigi 2024 e campionessa mondiale della stessa specialità a Londra 2017 e Oregon 2022.

## Biografia
Nata a Bruxelles da madre belga e padre senegalese, scopre la passione per l'atletica leggera all'età di sette anni.

## Progressione

### Eptathlon
| Stagione | Punti | Luogo          | Data      | Rank. Mond. |
| -------- | ----- | -------------- | --------- | ----------- |
| 2022     | 6 947 | Eugene         | 18-7-2022 | 1ª          |
| 2021     | 6 791 | Tokyo          | 5-8-2021  | 1ª          |
| 2019     | 6 819 | Talence        | 23-6-2019 | 2ª          |
| 2018     | 6 816 | Berlino        | 10-8-2018 | 1ª          |
| 2017     | 7 013 | Götzis         | 28-5-2017 | 1ª          |
| 2016     | 6 810 | Rio de Janeiro | 13-8-2016 | 1ª          |
| 2015     | 6 412 | Götzis         | 31-5-2015 | 11ª         |
| 2014     | 6 508 | Götzis         | 1-6-2014  | 6ª          |
| 2013     | 6 298 | Rieti          | 19-7-2013 | 13ª         |
| 2012     | 5 916 | Verviers       | 26-8-2012 | 57ª         |

### Pentathlon
| Stagione | Punti | Luogo    | Data     | Rank. Mond. |
| -------- | ----- | -------- | -------- | ----------- |
| 2022/23  | 5 055 | Istanbul | 3-3-2023 | 1ª          |
| 2020/21  | 4 904 | Toruń    | 5-3-2021 | 1ª          |
| 2016/17  | 4 870 | Belgrado | 3-3-2017 | 1ª          |
| 2015/16  | 4 678 | Gand     | 7-2-2016 | 6ª          |
| 2014/15  | 4 696 | Praga    | 6-3-2015 | 4ª          |
| 2012/13  | 4 558 | Gand     | 3-2-2013 | 9ª          |
| 2011/12  | 4 322 | Gand     | 5-2-2012 | 26ª         |

## Palmarès
| Anno | Manifestazione  | Sede           | Evento        | Risultato | Prestazione | Note                                     |
| ---- | --------------- | -------------- | ------------- | --------- | ----------- | ---------------------------------------- |
| 2011 | Mondiali U18    | Lilla          | Eptathlon     | 4ª        | 5 366 p.    | Miglior prestazione personale            |
| 2012 | Mondiali U20    | Barcellona     | Eptathlon     | 14ª       | 5 384 p.    |                                          |
| 2013 | Europei indoor  | Göteborg       | Pentathlon    | 6ª        | 4 493 p.    |                                          |
| 2013 | Europei U20     | Rieti          | Eptathlon     | Oro       | 6 298 p.    | Record nazionale                         |
| 2013 | Mondiali        | Mosca          | Eptathlon     | 14ª       | 6 070 p.    |                                          |
| 2014 | Mondiali indoor | Sopot          | Salto in alto | 8ª        | 1,90 m      |                                          |
| 2014 | Europei         | Zurigo         | Eptathlon     | Bronzo    | 6 423 p.    |                                          |
| 2015 | Europei indoor  | Praga          | Pentathlon    | Argento   | 4 696 p.    | Miglior prestazione personale            |
| 2015 | Europei U23     | Tallinn        | Salto in alto | Argento   | 1,87 m      |                                          |
| 2015 | Mondiali        | Pechino        | Eptathlon     | 11ª       | 6 298 p.    |                                          |
| 2016 | Europei         | Amsterdam      | Salto in alto | 4ª        | 1,93 m      |                                          |
| 2016 | Giochi olimpici | Rio de Janeiro | Eptathlon     | Oro       | 6 810 p.    | Record nazionale                         |
| 2017 | Europei indoor  | Belgrado       | Pentathlon    | Oro       | 4 870 p.    | Miglior prestazione mondiale stagionale  |
| 2017 | Mondiali        | Londra         | Eptathlon     | Oro       | 6 784 p.    |                                          |
| 2018 | Europei         | Berlino        | Eptathlon     | Oro       | 6 816 p.    | Miglior prestazione mondiale stagionale  |
| 2019 | Mondiali        | Doha           | Eptathlon     | Argento   | 6 677 p.    |                                          |
| 2021 | Europei indoor  | Toruń          | Pentathlon    | Oro       | 4 904 p.    | Record nazionale                         |
| 2021 | Giochi olimpici | Tokyo          | Eptathlon     | Oro       | 6 791 p.    | Miglior prestazione personale stagionale |
| 2022 | Mondiali        | Eugene         | Eptathlon     | Oro       | 6 947 p.    | Miglior prestazione mondiale stagionale  |
| 2022 | Europei         | Monaco         | Eptathlon     | Oro       | 6 628 p.    |                                          |
| 2023 | Europei indoor  | Istanbul       | Pentathlon    | Oro       | 5 055 p.    | Record mondiale                          |
| 2024 | Europei         | Roma           | Eptathlon     | Oro       | 6 848 p.    | Record dei campionati                    |
| 2024 | Giochi olimpici | Parigi         | Eptathlon     | Oro       | 6 880 p.    | Miglior prestazione personale stagionale |

## Riconoscimenti
- Atleta mondiale dell'anno (2017)

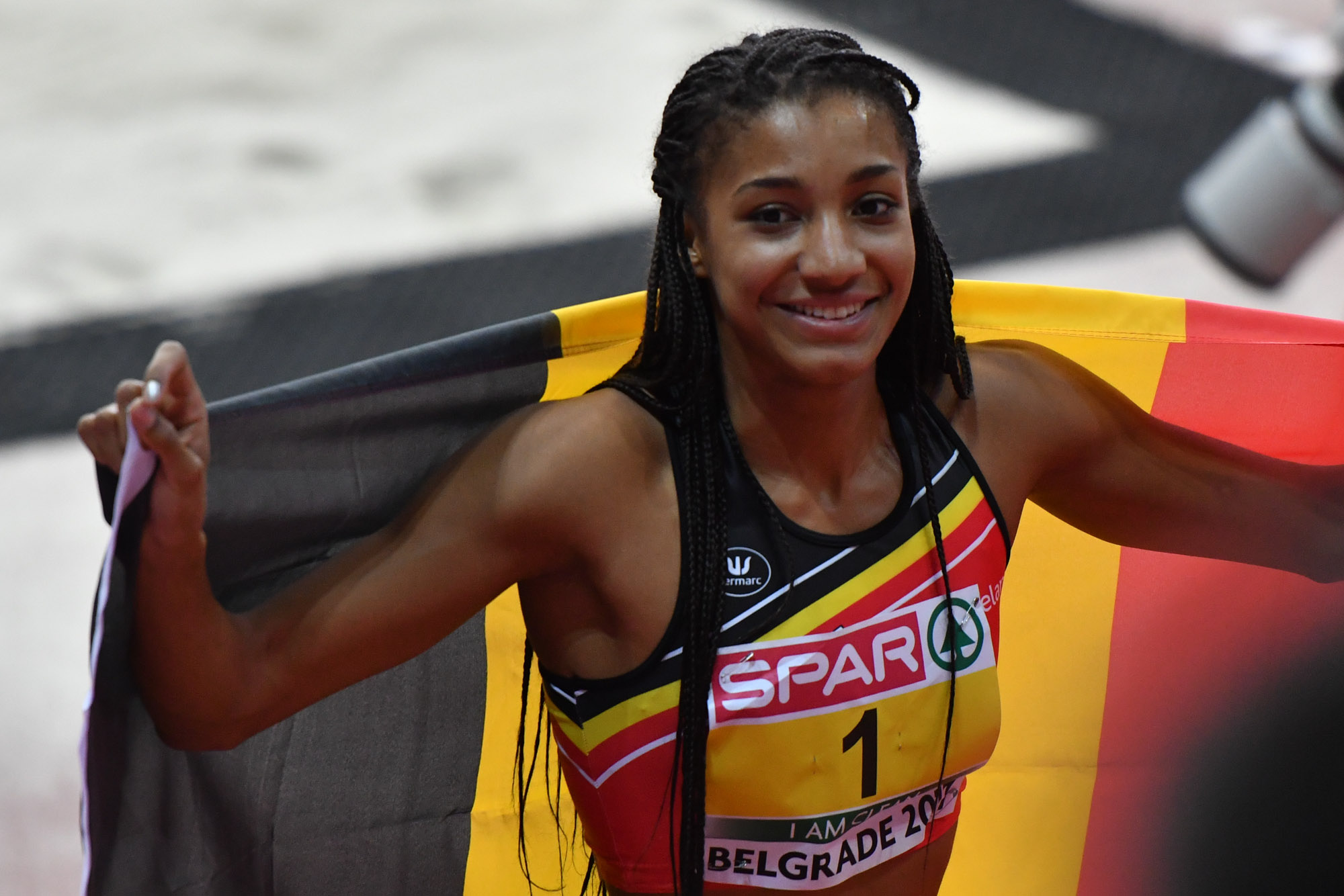
Nafissatou Thiam festeggia l'oro conquistato agli Europei indoor di

- Atleta mondiale emergente dell'anno (2016)
- Atleta europea emergente dell'anno (2016)
- Gouden Spike (2013, 2014, 2015, 2016, 2017, 2018, 2019)